# Гавиньяно (Италия)
Гавинья́но (итал. Gavignano) — коммуна в Италии, располагается в области Лацио, подчиняется административному центру Рим.
Население составляет 1758 человек, плотность населения составляет 126 чел./км². Занимает площадь 14 км². Почтовый индекс — 030. Телефонный код — 06.
Покровительницей коммуны почитается Пресвятая Богородица (Madonna delle Grazie), празднование 3 октября.